# 贝尔堡和比拉尔
贝尔堡和比拉尔，是西班牙加泰罗尼亚巴塞罗那省的一个市镇。总面积29平方公里，总人口2913人（2001年），人口密度100人/平方公里。